# Plouigneau
Plouigneau község Franciaországban, Finistère megyében. Lakosainak száma 5039 fő (2022. január 1.). Plouigneau Lanmeur, Lannéanou, Trémel, Botsorhel, Garlan, Morlaix, Plouégat-Guérand, Plouégat-Moysan és Plougonven községekkel határos.
Új községként 2019. január 1-jén jött létre a korábbi Plouigneau és Le Ponthou korábbi község egyesítésével.

## Népesség
A település népességének változása:
| Lakosok száma | 5083 | 5084 | 5086 | 5082 | 5057 | 5039 |
|               | 2017 | 2018 | 2019 | 2020 | 2021 | 2022 |